# Universitätsbibliothek Mainz
Die Universitätsbibliothek Mainz ist das Informations- und Literaturversorgungssystem der Johannes Gutenberg-Universität Mainz. Sie besteht aus der Zentralbibliothek mit der Bereichsbibliothek Georg Forster-Gebäude, sechs weiteren Bereichsbibliotheken und dem Universitätsarchiv.

## Geschichte
Die Bibliotheksbestände der 1477 errichteten kurfürstlichen Universität, deren Betrieb 1798 eingestellt wurde, gingen 1805 in den Besitz der Stadt Mainz über und werden seitdem in der Stadtbibliothek Mainz aufbewahrt.
Der Neuaufbau der Universitätsbibliothek begann 1946 im Zuge der Wiedereröffnung der Mainzer Universität. Mit Unterstützung der französischen Besatzungsbehörden konnte der anfangs sehr kleine Bestand zügig ergänzt und erweitert werden. Die Bibliothek war zunächst im Hauptgebäude am Forum in sehr beengten räumlichen Verhältnissen untergebracht. Mit der 1964 eröffneten Zentralbibliothek erhielt die Universitätsbibliothek erstmals ein für bibliothekarische Zwecke errichtetes Gebäude. Neben der Zentralbibliothek bestanden bis in die 1990er-Jahre noch 90 Einzelbibliotheken, die seitdem schrittweise zu Bereichsbibliotheken zusammengefasst und in ein gemeinsames Bibliothekssystem überführt wurden. Mit der Integration des Universitätsarchivs, der Einrichtung einer Koordinierungsstelle für die universitären Sammlungen, der Schule des Sehens, dem Archiv für die Musik Afrikas und dem Mainzer Verlagsarchiv hat die Universitätsbibliothek seit 2012 verschiedene Aufgaben und Einrichtungen jenseits der bibliothekarischen Kernaufgaben übernommen, die seit 2018 in der Abteilung Archive und Sammlungen zusammengefasst sind.
In den letzten Jahren hat sich die Universitätsbibliothek zudem mit dem Betrieb des Servicezentrums Digitalisierung und Fotodokumentation sowie des Zentrums für Audiovisuelle Produktion, dem Projekt Akademische Integrität, der Förderung von Open Science, insbesondere Open Access und der universitätsweiten Unterstützung des Forschungsdatenmanagements neue Aufgabenfelder erschlossen.
Im Auftrag des Bundeslandes Rheinland-Pfalz betreibt sie seit 2024 das rheinland-pfälzische Kuturerbeportal Kreuz Rad Löwe.
Direktoren der Universitätsbibliothek Mainz
- 1946–1955: Walter Menn
- 1955–1962: Hermann Fuchs
- 1962–1972: Hermann Sauter
- 1973–1988: Johann Schubert
- 1988–2011: Andreas Anderhub
- 2011–2018: Andreas Brandtner
- seit 2018: Michael Hansen

## Bibliotheksbereiche der Universitätsbibliothek Mainz
- Zentralbibliothek mit Bereichsbibliothek Georg Forster-Gebäude
- Bereichsbibliothek Mathematik, Informatik, Naturwissenschaften und Technik
- Bereichsbibliothek Philosophicum
- Bereichsbibliothek Rechts- und Wirtschaftswissenschaften
- Bereichsbibliothek Theologie
- Bereichsbibliothek Translations-, Sprach- und Kulturwissenschaft
- Bereichsbibliothek Universitätsmedizin

## Funktion
Die Universitätsbibliothek versteht sich gemäß ihrem Selbstverständnis als professionelle und innovative Dienstleistungseinrichtung der Johannes Gutenberg-Universität Mainz. Sie versorgt die Forschenden, Lehrenden und Studierenden der Universität bedarfsorientiert mit Literatur und Informationen und stellt für sie Arbeits-, Lern- und Kommunikationsorte sowie virtuelle Informations- und Forschungsumgebungen bereit. Darüber hinaus steht die Universitätsbibliothek auch allen nicht der Universität angehörigen Personen zur Verfügung.
Die Universitätsbibliothek ist auch auf den Themenfeldern digitales Publizieren, Open Access, Management von Publikations- und Forschungsdaten und dem E-Learning aktiv. Sie vermittelt Informationskompetenz und koordiniert sowohl die Initiative der Universität zur akademischen Integrität als auch die Universitätssammlungen. Mit dem Universitätsarchiv bewahrt sie das kulturelle Gedächtnis der Johannes Gutenberg-Universität.

## Sammlungen
Die Bibliothek besitzt Urkunden, mittelalterliche Buchhandschriften, eine Sammlung von Handschriften der Familie des Romantikers Clemens Brentano (1778–1842), weitere Autographen sowie umfangreiche Bestände zur Frankreichforschung.
Die USA-Bibliothek sammelt fächerübergreifend Literatur und Informationen über die Vereinigten Staaten von Amerika mit sozialwissenschaftlichem, kulturellem und historischem Schwerpunkt. Sie wurde als ehemalige Bibliothek der Lindsey Air Station nach dem Abzug der US-Armee aus dem Camp Lindsey 1993 der Universität überlassen.
Das Archiv für die Musik Afrikas besteht seit 1991 und beinhaltet eine in Deutschland einzigartige Sammlung moderner afrikanischer Musik auf Tonträgern unterschiedlicher Formate. Der derzeitige Bestand des Archivs liegt bei über 18.000 Tonträgern, die zum Teil bis in die 1940er Jahre zurückreichen. Regionale Schwerpunkte bilden Äthiopien, Ghana, Kamerun, Kenia, Kongo (Ex-Zaire), Nigeria und Tansania.
Das Mainzer Verlagsarchiv beinhaltet umfangreiche Bestände zu den Verlagen Rowohlt, Rotbuch, Europäische Verlagsanstalt, weissbooks.w und dem Faksimile Verlag.

## Universitätsarchiv
Das Universitätsarchiv ist seit 2012 Teil der Bibliothek. Es versteht sich als historisches Gedächtnis der Universität und verwahrt die Akten der Hochschulleitung, der Universitätsverwaltung, der Fachbereiche und Institute sowie der studentischen Selbstverwaltung. Die Bestände des Archivs werden durch rund 70 Nachlässe von Mainzer Professorinnen und Professoren sowie durch universitätsgeschichtliche Sammlungen ergänzt. Das Archiv unterstützt die Forschung zur Geschichte der Johannes Gutenberg-Universität und steht allen zur Nutzung offen.